# Christoph von Dohnányi
Christoph von Dohnányi (Berlino, 8 settembre 1929) è un direttore d'orchestra tedesco.

## Biografia
Ha studiato a Monaco di Baviera giurisprudenza e musica (anche sotto la guida del nonno Ernő Dohnányi). 
A ventisette anni è diventato il più giovane direttore musicale generale di un teatro d'opera tedesco (a Lubecca).
Al Festival di Salisburgo nel 1962 dirige un concerto con musiche di Mozart, nel 1966 Die Bassariden di Hans Werner Henze con i Wiener Philharmoniker, nel 1969 un concerto con musiche di Mozart con Alfred Brendel, nel 1973 un concerto con musiche di Mozart con Heinz Holliger, nel 1978 Der Rosenkavalier con Gundula Janowitz, Kurt Moll, Lucia Popp e Luciano Pavarotti ed un concerto con Anja Silja, nel 1979 un concerto con il pianista argentino Bruno Leonardo Gelber, nel 1980 un concerto con musiche di Mozart, nel 1981 Baal di Friedrich Cerha con Martha Mödl ed un concerto con il pianista Michel Béroff, nel 1990 un concerto con l'Orchestra di Cleveland ed uno con Mitsuko Uchida, nel 1992 Salomè (opera) con Catherine Malfitano e Bryn Terfel, un concerto con la Cleveland Orchestra con Bo Skovhus, la Silja e José van Dam, nel 1993 Così fan tutte con Jennifer Larmore, Cecilia Bartoli, Bruce Ford e Ferruccio Furlanetto, nel 1994 due concerti con la Cleveland Orchestra, nel 1995 A kékszakállú herceg vára (Il castello del Duca Barbablù) di Béla Bartók con Jessye Norman, nel 1996 con la Cleveland Orchestra un concerto con Pierre-Laurent Aimard ed uno con Brendel, nel 1997 Die Zauberflöte con Robert Lloyd, Piotr Beczała, Hermann Prey, Natalie Dessay e Sylvia McNair e nel 2001 Ariadne auf Naxos con Susan Graham e Diana Damrau.
Dal 1964 al 1969 è Direttore Principale della WDR Symphony Orchestra Cologne (Colonia), dal 1967 al 1977 della Frankfurt Opera (Francoforte sul Meno).
Al Teatro La Fenice di Venezia nel 1966 dirige un concerto dell'Orchestra della Westdeutscher Rundfunk di Colonia (Germania) e nel 1971 un concerto con l'Orchestra del Teatro La Fenice.
All'Opera di Scozia nel 1970 dirige L'angelo di fuoco di Sergei Prokofiev al King's Theatre di Edimburgo con la Silja ed Agnes Baltsa per la Frankfurt Opera e nel 1983 Il flauto magico per l'Opera di Amburgo nel Playhouse Theatre di Edimburgo.
Al Teatro alla Scala di Milano nel 1971 dirige tre concerti, nel 1977 Moses und Aron con Paolo Montarsolo, nel 1981 tre concerti con Richard Stoltzman, nel 2000 un concerto con la Philharmonia Orchestra e Gidon Kremer e nel 2012 tre concerti con la Filarmonica della Scala.
Al Metropolitan Opera House di New York debutta nel 1972 dirigendo Falstaff (Verdi) con Renata Tebaldi, Regina Resnik e Luigi Alva e nel 1973 Der Rosenkavalier con Leonie Rysanek e Walter Berry.
Al Wiener Staatsoper debutta nel 1972 con Salome con la Silja e poi Lulu (opera), nel 1973 Moses und Aron, nel 1974 Parsifal (opera) con Gottlob Frick e Die Zauberflöte, nel 1975 Die Meistersinger von Nürnberg con Karl Ridderbusch, James King (tenore), nel 1976 Kabale und Liebe di Gottfried von Einem con Bernd Weikl, la Silja ed Erich Kunz, nel 1981 Baal di Cerha, nel 1984 Die Frau ohne Schatten, nel 1992 Das Rheingold con Siegfried Jerusalem e Die Walküre con Plácido Domingo, Waltraud Meier e Hildegard Behrens, nel 1993 Il crepuscolo degli dei e Sigfrido (opera) e nel 2001 Ariadne auf Naxos raggiungendo le 96 recite viennesi.
Al Royal Opera House, Covent Garden di Londra nel 1974 dirige Salome con Gwyneth Jones, nel 1976 Le nozze di Figaro con Wladimiro Ganzarolli, Teresa Stratas e Weikl, nel 1984 Wozzeck con José van Dam, la Silja e King, nel 1987 Die Frau ohne Schatten con Helga Dernesch, nel 1990 Die Meistersinger von Nürnberg con Felicity Lott e Prey e Fidelio con Lloyd, nel 1992 Der Fliegende Holländer e nel 2004 Arabella (opera) con Barbara Bonney, Karita Mattila, Thomas Hampson e la Damrau.
Dal 1978 è membro della Libera Accademia delle Arti di Amburgo. Nel corso della sua carriera è stato alla direzione della Oper Frankfurt (1972-1977) e della Hamburgische Staatsoper (1977-1984). Ha guidato come direttore musicale la Cleveland Orchestra (1984-2002), come direttore principale la Philharmonia Orchestra di Londra (1997-2008), Direttore Musicale dell'Orchestre de Paris (1998-2000) e la NDR Symphony Orchestra (Norddeutscher Rundfunk 2004-2011).
All'Opéra National de Paris nel 1980 dirige Die Frau ohne Schatten con la Behrens e la Jones, nel 1982 Lohengrin (opera) con Lloyd ed Anna Tomowa-Sintow, nel 1985 Wozzeck con la Silja e nel 2005 Elettra (Strauss) con Jerry Hadley.
Nel 2012 dirige A Kékszákallú herceg vára) (Il castello del principe Barbablù) nella Salle Pleyel.
Ha collaborazioni intense e regolari con le orchestre: Berliner Philharmoniker, Orchéstre de l'Opéra de Paris, Wiener Philharmoniker, Orchester der Oper Zürich, Cleveland Orchestra e la Filarmonica della Scala.
Tra le sue incisioni discografiche sono comprese composizioni di Mozart, Beethoven, Janáček, Mahler, Bruckner, Webern, Bach, Ravel, Mussorgskij, Schumann, Dvorak, Schönberg, Berg, Bartók, Mendelssohn-Bartholdy, Brahms, Ives, Lutoslawski, Ruggles, Busoni, Tchaikovsky, R. Strauss, Schubert, Glass, Wagner, Schnittke, Stravinsky.

## Vita privata
Ha sposato l'attrice tedesca Renate Zillessen dalla quale ha avuto due figli (Katja e Justus von Dohnányi) poi Anja Silja dalla quale ha avuto tre figli ed infine Barbara Koller.

## Incarichi attuali
- dal 2004: Chief Dirigent (direttore principale) della Ndr Sinfonieorchester
- dal 2008: Honorary Conductor (direttore onorario) della Philharmonia Orchestra

## Nuove produzioni operistiche recenti
- Idomeneo (Opernhaus Zürich, 12 gennaio 2003)
- Elektra (Opernhaus Zürich, 13 dicembre 2003)
- Der fliegende holländer (Opernhaus Zürich, 4 dicembre 2004)
- Elektra (Opéra Bastille, 18 giugno 2005)
- Ariadne auf Naxos (Opernhaus Zürich, 16 dicembre 2006)

È prevista una nuova produzione di "Salomè" all'Opernhaus Zürich.

## Videodiscografia essenziale
Dvd
- Richard Strauss: "Ariadne auf Naxos", su label2.arthaus-musik.com (archiviato dall'url originale il 4 luglio 2011).
- Richard Strauss: "Elektra", su label2.arthaus-musik.com. URL consultato il 18 agosto 2021 (archiviato dall'url originale il 2 dicembre 2012).
- Richard Strauss: "Salome", su universalmusic.it.

Sacd
- Dvořák + Smetana

Cd
- Adams: Century Rolls, Lollapalooza, Slonimsky's Earbox - Christoph von Dohnanyi/Cleveland Orchestra/Emanuel Ax, 2000 Nonesuch
- Beethoven: Symphonies No. 1 & No. 2 - Christoph von Dohnanyi/Cleveland Orchestra, 1989 Telarc
- Beethoven: Symphony No. 3 - "Eroica" - Christoph von Dohnanyi/Cleveland Orchestra, 1984 Telarc
- Beethoven: Symphonies No. 5 & No. 7 - Christoph von Dohnanyi/Cleveland Orchestra, 1988 Telarc
- Beethoven: Symphony No. 6 "Pastorale" & Leonore Overture No. 3 - Christoph von Dohnanyi/Cleveland Orchestra, 1987 Telarc
- Beethoven: Symphony No. 9 - Christoph von Dohnanyi/Cleveland Orchestra, 1985 Telarc
- Beethoven (arr. Mahler): String Quartet No. 11 - Brahms (orch. Scoenberg): Piano Quartet No. 1 - Christoph von Dohnanyi/Wiener Philharmoniker, 1996 Decca
- Berg Schoenberg - Wozzeck/Erwartung - Dohnanyi/Wächter/Silja/Winkler, 1979 Decca
- Brahms: Violin Concerto - Thomas Zehetmair - Christoph von Dohnanyi/Cleveland Orchestra/Thomas Zehetmair, 1992 Teldec
- Glass Schnittke - Conc. vl./Conc. grosso n. 5 - Kremer/Dohnanyi/WPO, 1991/1992 Deutsche Grammophon
- Mendelssohn, Sinf. n. 1-5/Ebridi/Calma di mare/Valpurga/Athalia - Dohnanyi/WPO, 1976/1979 Decca
- Mendelssohn: Symphony No. 3 - "Scottish" - Christoph von Dohnanyi/Cleveland Orchestra/Cleveland Orchestra Chorus, 1988 Telarc
- Schnittke: Concerti Grossi Nos. 1 & 5 - Chamber Orchestra of Europe/Christoph von Dohnanyi/Gidon Kremer/Heinrich Schiff/Wiener Philharmoniker, 2002 Deutsche Grammophon
- Smetana, Mia Patria/Ouvertures e danze - Dohnanyi/Cleveland Orchestra, 1993/1994 Decca
- Richard Strauss: "Salome" | Wiener Philharmoniker | Grosser Saal, Wiener Konzerthaus | 1994
- Tchaikovsky: Symphony No. 6 - Polonaise from Eugene Onegin - Christoph von Dohnanyi/Cleveland Orchestra, 1987 Telarc
- Richard Wagner: "Das Rheingold" Oro del Reno | The Cleveland Orchestra | Severance Hall, Cleveland, Ohio, Dohnanyi/Hale/Schwarz/Begley | 1993
- Richard Wagner: "Die Walküre" | The Cleveland Orchestra | Severance Hall, Cleveland, Ohio | 1992
- Wiener Philharmoniker, Ludwig van Beethoven: "Fidelio", su ecards.brilliantclassics.com, Grosser Saal, Konzerthaus, Vienna, 1991. URL consultato il 18 agosto 2021 (archiviato dall'url originale il 7 marzo 2013).
- Richard Wagner: "Der fliegende Holländer" Olandese volante | Wiener Philharmoniker | Großer Saal, Konzerthaus, Dohnanyi/Hale/Behrens/Rydl, Vienna | 1991